# Caffrocrambus krooni
Caffrocrambus krooni là một loài bướm đêm trong họ Crambidae.